# Jerzy Wieczorek (polityk)
Jerzy Władysław Wieczorek (ur. 19 maja 1940 w Piotrkowicach Wielkich) – polski samorządowiec, nauczyciel, prezydent Torunia w latach 1990–1996.

## Życiorys
Ukończył studia górnicze w Akademii Górniczo-Hutniczej w Krakowie oraz fizykę na Uniwersytecie Mikołaja Kopernika w Toruniu. W 1974 obronił doktorat. Od 1964 do 1990 był nauczycielem akademickim w Instytucie Fizyki UMK.
Od 1980 działał w „Solidarności”, był internowany w okresie stanu wojennego od grudnia 1981 do lutego 1982. Współpracował z niejawnymi strukturami związku, zajmował się też dystrybucją wydawnictw drugiego obiegu.
W 1989 znalazł się wśród założycieli Komitetu Obywatelskiego w Toruniu. Od 1990 do 1996 był prezydentem miasta, a w latach 1994–1998 radnym rady miejskiej. W 1996 powrócił do pracy dydaktycznej na UMK, w okresie 1998–2005 był dyrektorem Liceum Akademickiego w Toruniu, następnie przeszedł na emeryturę.

## Odznaczenia i wyróżnienia
Odznaczony Złotym Krzyżem Zasługi (1990), Krzyżem Kawalerskim (2001) i Oficerskim (2011) Orderu Odrodzenia Polski, Medalem Za Zasługi dla Miasta Torunia na wstędze (2008) oraz Krzyżem Wolności i Solidarności (2015).
W 2010 wyróżniony tytułem honorowego obywatela Torunia.